# Kipkemboy Kimeli
Kipkemboy Kimeli, född den 30 november 1966 i Soy, Kenya, död 6 februari 2010 i Albuquerque, New Mexico var en kenyansk friidrottare inom långdistanslöpning.
Han tog OS-brons på 10 000 meter vid friidrottstävlingarna 1988 i Seoul.